# 부안 고홍건 신도비
고홍건 신도비(高弘建 神道碑)은 대한민국 전북특별자치도 부안군 하서면에 있는, 고씨문중의 산인 석불산 기슭에 자리하고 있는 비석이다. 1984년 4월 1일 전북특별자치도의 문화재자료 제111호로 지정되었다.

## 개요
신도비란 왕이나 고관 등의 평생업적을 기록하여 그의 묘 남동쪽에 세워두는 것으로, 이 비는 조선 중기의 무신인 고홍건을 기리고 있다.
고홍건(1580∼1655)은 어려서부터 용모가 뛰어나고 몸집도 커서 23세 때인 선조 36년(1603) 무과에 급제하였다. 인조 2년(1624) 이괄의 난이 일어났을 때에는 왕을 모시고 공주로 피난을 갔는데 그 공로로 종2품 가선대부가 되어 영원군에 책봉되었다. 병자호란 때에 왕이 남한산성으로 옮기자 어가를 모시었고, 서쪽 성문을 지키는 수문장이 되었다. 난이 끝난 후에는 여러 관직을 거쳐 지중추부사에까지 올랐으며, 효종 6년(1655) 76세로 생을 마치었다.
고씨문중의 산인 석불산 기슭에 자리하고 있는 비는 아래로 높직한 거북받침돌을 두고, 그 위로 비몸을 세운 뒤 머릿돌을 얹은 모습이다. 거북의 머리는 오른쪽으로 살짝 쳐들게 하여 힘찬 기상을 표현하였고, 구름과 용을 새긴 머릿돌은 꼭대기에 꽃봉오리모양의 머리장식을 조각해 두었다.
조선 현종 9년(1668)에 세운 비로, 조복양이 지은 글에 이정영의 글씨로 하여 비문을 새겨 두었다.

## 현지 안내문
거북과 용머리를 새긴 이 비는 조선 현종 9년(1668)에 세운 것이다. 신도비란 높은 벼슬을 지낸 사람의 행적을 기록하여 무덤 앞이나 또는 무덤으로 가는 길목에 세우는 비다. 고홍건은, 임진왜란때 공을 세워 공신록에 이름이 오른 고희의 아들로, 조선 선조 13년(1580)에 출생하였으며 이괄의 난과병자호란때 왕을 호위한 공으로 호성원종공신(扈聖原從功臣)에 이름이 오른 사람이다.

## 참고 자료
- 고홍건신도비 - 국가유산청 국가유산포털